# Michał Krogulski
Michał Krogulski (ur. 31 sierpnia 1789 w Tuchowie, zm. 31 stycznia 1859 w Warszawie) – polski kompozytor i pianista, pedagog muzyczny.

## Życiorys
Był synem Wojciecha Krogulskiego (1764-1814), majstra rzeźnickiego i Anny z Rudnickich. Wychowywał się w Tarnowie i tu uczęszczał do szkół. Po studiach w Wiedniu pracował początkowo jako nauczyciel muzyki w szkole dla panien prowadzonej przez Benedyktynki w Staniątkach koło Krakowa, a także jako prywatny nauczyciel w domu książąt Sanguszków w Gumniskach pod Tarnowem. Działał społecznie na terenie Tarnowa organizując kółka śpiewacze i instrumentalne. W latach 1825–1828 towarzyszył swojemu synowi Józefowi w koncertach dawanych między innymi w Warszawie, Poznaniu, Wrocławiu, Berlinie, Lipsku, Dreźnie, Lwowie i Kijowie. W 1828 osiadł z rodziną na stałe w Warszawie, gdzie pracował między innymi jako nauczyciel gry na fortepianie w Konwikcie Żoliborskim Pijarów oraz w Instytucie Szlacheckim, a także jako członek orkiestry Teatru Wielkiego. Wspólnie z synem Józefem organizował amatorskie chóry kościelne. Skomponował około 40 utworów sakralnych i świeckich: mszy, kolęd, psalmów, mazurów i polonezów, z których wiele ukazało się drukiem w warszawskim wydawnictwie Gustawa Sennewalda.
Z małżeństwa z poślubioną w 1812 roku w Tuchowie Salomeą Elżbietą z domu Saszor (1792-1831) miał córkę Kunegundę Ludwikę zamężną Rydzewską (1813-1864) i syna Józefa Władysława (1815-1842), pianistę i kompozytora. Powtórnie ożenił się w 1841 w Warszawie z Teklą Marianną Węglewską (1810-1865), z którą miał syna Władysława Józefa (1843-1934), aktora i kompozytora oraz dwoje dzieci zmarłych w niemowlęctwie - Cecylię Katarzynę (1841-1844) i Józefa Zachariasza (1845-1846).
Zmarł po długiej chorobie w wieku 70 lat. Pochowany został na cmentarzu Powązkowskim.

## Wybrane kompozycje
Fortepianowe:
- Mazur Galicyjski czyli Lwowski D-dur (1839)
- Mazur w różowym humorze D-dur (1855)
- Piękna Podolanka. Polka D-dur (1850)
- cztery Polonezy
- Wspomnienie Tarnowa i jego okolic. Mazur D-dur (1853)
- Żniwiarz. Mazur D-dur (1848)

Wokalno-instrumentalne:
- Anioł Pański "Ty co niemowlę..." (1843)
- Hymn "Kochaj bliźniego jak siebie samego" (1840)
- Msza nr 1 C-dur "Cała ziemia wszystkie kraje..." (1836)
- Msza nr 2 F-dur "Z ufnością zanosimy..." (1837)
- Msza nr 3 C-dur "Przed ołtarze Twoje Panie..." (1838)
- Msza nr 4 D-dur "W przybytku Bożym śród świętych..." (1843)
- Msza Żałobna "Wieczny pokój racz dać Panie..." (1847)
- Psalm 120 "Podniosłem oczy do góry..." (1844)
- Psalm 122 "O który mieszkasz nad wszystkiemi nieby..." (Ad Te levavi)
- Psalm 142 "Panie wysłuchaj modlitwę moję..." (1844)